# Salmonella enterica subsp. enterica
Salmonella enterica subsp. enterica là một phân loài của vi khuẩn Salmonella enterica, thành viên chi Salmonella. Đây là loại vi khuẩn có thể sống trong các ống ruột của người và động vật và gây nên hiện tượng ngộ độc thực phẩm trong điều kiện không đảm bảo vệ sinh an toàn thực phẩm.

## Các Serovar
Phân loài này có hơn 2500 serovar (kiểu huyết thanh), danh sách này không đầy đủ:
- Salmonella Choleraesuis
- Salmonella Dublin
- Salmonella Enteritidis
- Salmonella Gallinarum
- Salmonella Hadar
- Salmonella Heidelberg
- Salmonella Infantis
- Salmonella Paratyphi
- Salmonella Typhi
- Salmonella Typhimurium
- Salmonella Genrus

## Tác động
Các thực phẩm tươi có nguồn gốc động vật như thịt lợn, thịt gia cầm, sữa và các sản phẩm sữa, trứng, hải sản cùng với một số rau, quả có thể chứa vi khuẩn này. Vi khuẩn này sau khi xâm nhập vào cơ thể người, sẽ gây viêm dạ dày -ruột với các triệu chứng chính là sốt, tiêu chảy và buồn nôn. Các triệu chứng ngộ độc sẽ xuất hiện sau 12-72 giờ, bệnh nhân thường đau quặn bụng, tiêu chảy, sốt. Phần lớn mọi người sẽ hồi phục sau 4-7 ngày và không cần điều trị ngoài phương pháp tăng cường cung cấp chất lỏng. Trường hợp nghiêm trọng, có thể dẫn đến tử vong, thường rơi vào trẻ nhỏ, người già, người có hệ miễn dịch yếu.